# 齊獻公
齊獻公（？—前851年），姜姓，名山，是姜齊的第七任國君，第六任君齊胡公之異母弟。
齊胡公继位后，為防紀國暗算，前862年從營丘（今臨淄）遷都薄姑（臨淄西北五十里）。此舉對齊人影響甚鉅。齊哀公同母弟公子山故有怨言，與私黨率營丘人殺死胡公，將胡公之子驅逐出境，是為齊獻公。又將首都從薄姑遷回營丘，並擴建營丘城。因城濱臨淄水，故易名臨淄。九年齊獻公卒，子武公壽立。